# HPP Architekten
Die HPP Architekten GmbH ist ein national und international tätiges deutsches Architekturbüro mit Hauptsitz in Düsseldorf. Als Architektenpartnerschaft ist HPP mit insgesamt dreizehn Bürostandorten in Deutschland, den Niederlanden, China und der Türkei vertreten und beschäftigt 530 Mitarbeiter. In Deutschland sind zusätzlich die Tochtergesellschaften HPP International Planungsgesellschaft mbH, HPP Service GmbH, HPP Generalplanung GmbH und HPP Projektmanagement GmbH registriert.

## Geschichte

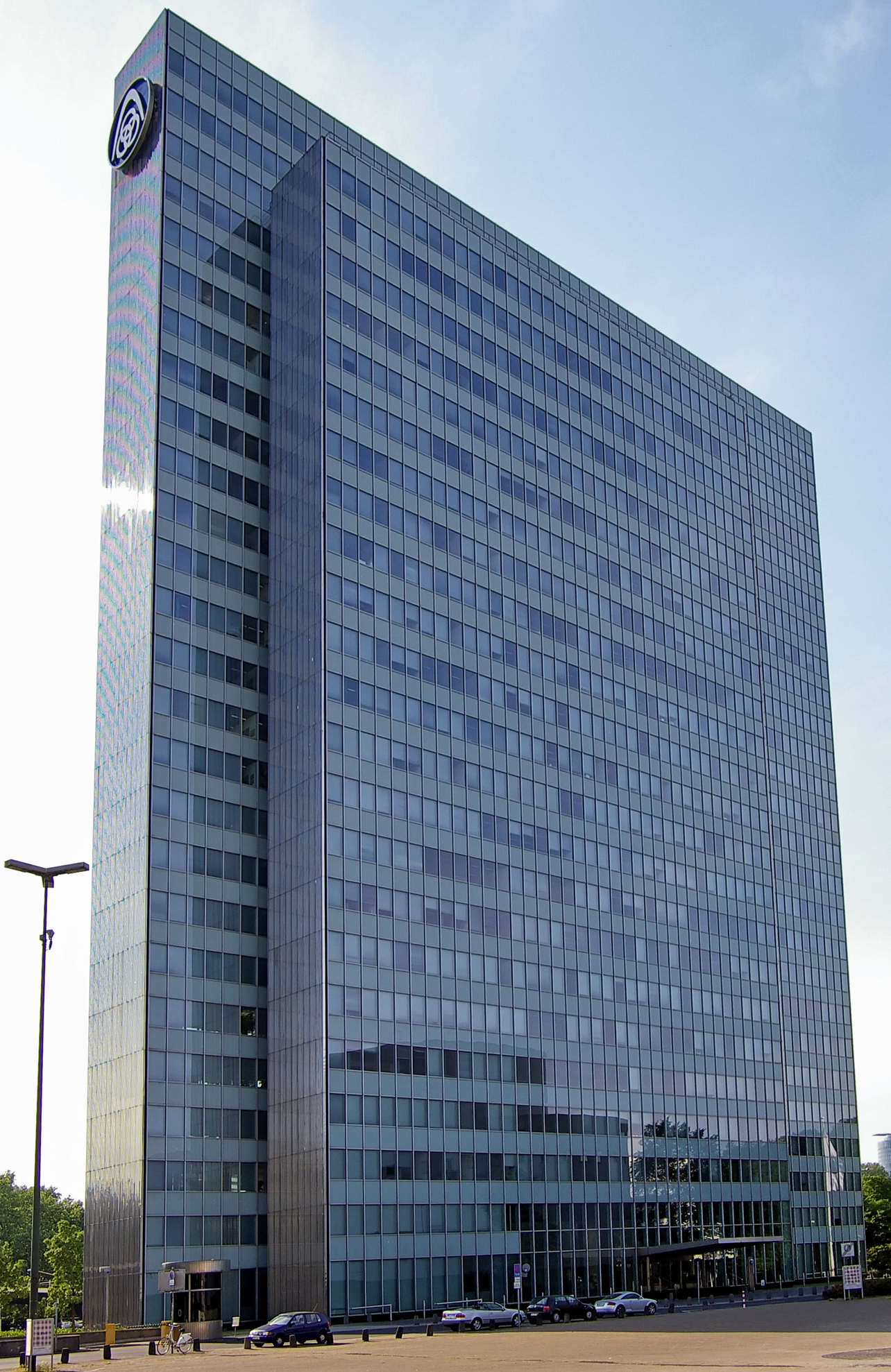
Dreischeibenhaus in Düsseldorf vor der Modernisierung

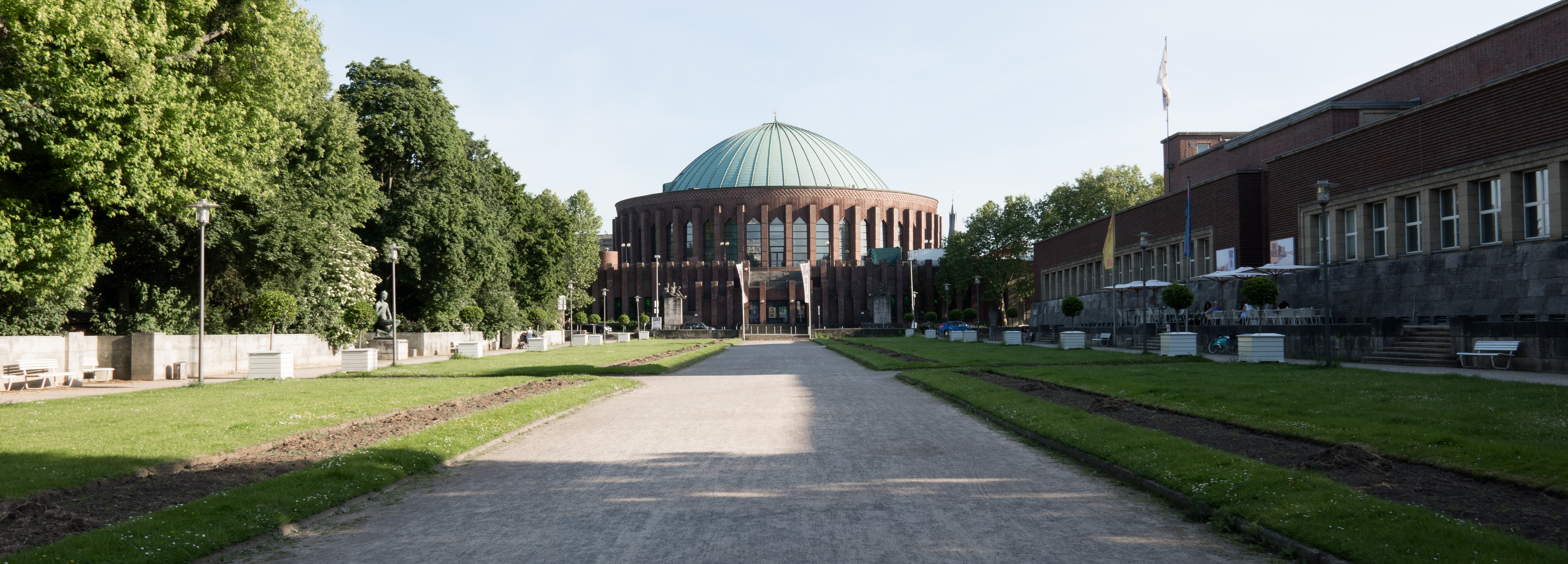
Tonhalle in Düsseldorf

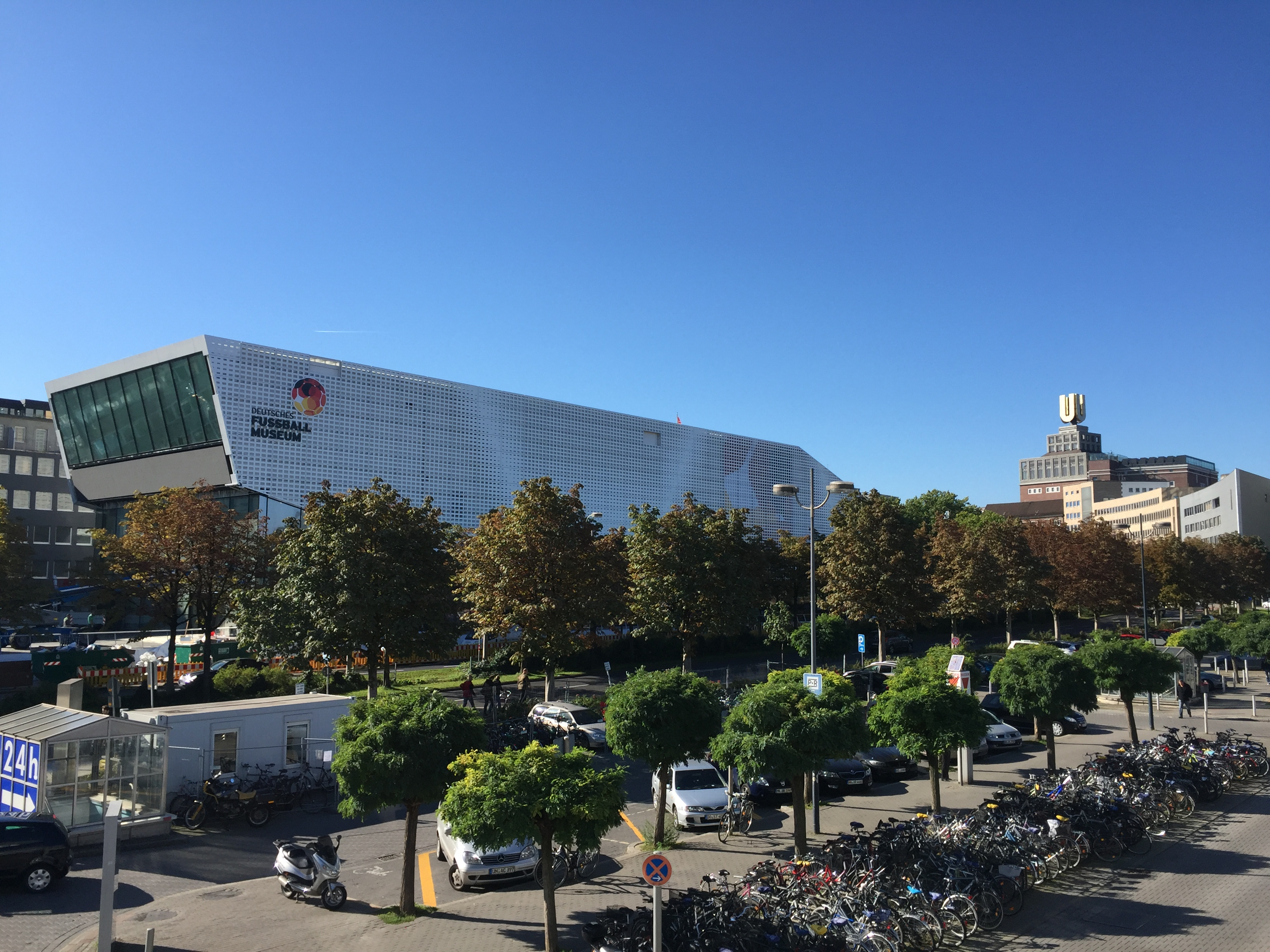
Deutsches Fußballmuseum in Dortmund

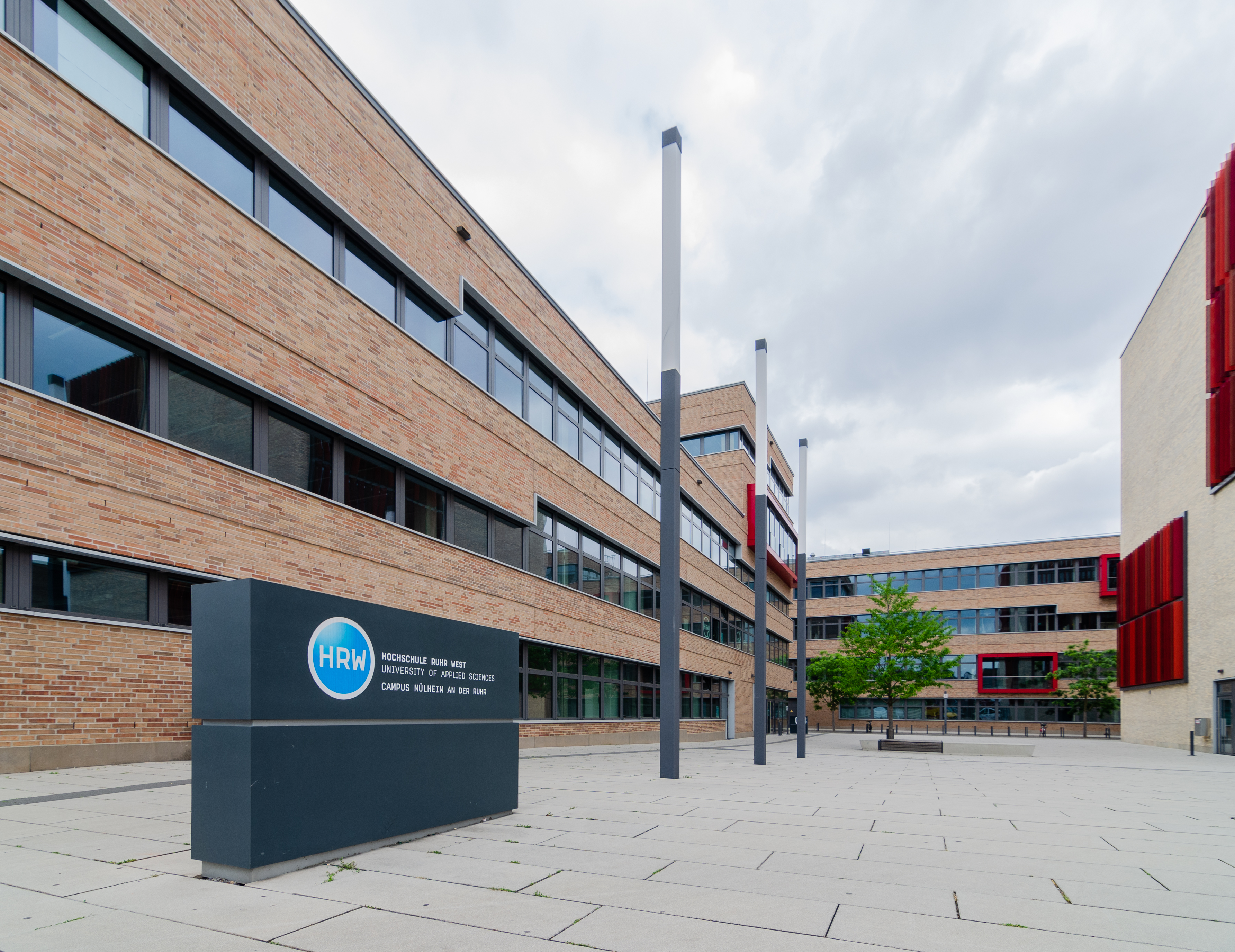
Hochschule Ruhr West in Mülheim an der Ruhr

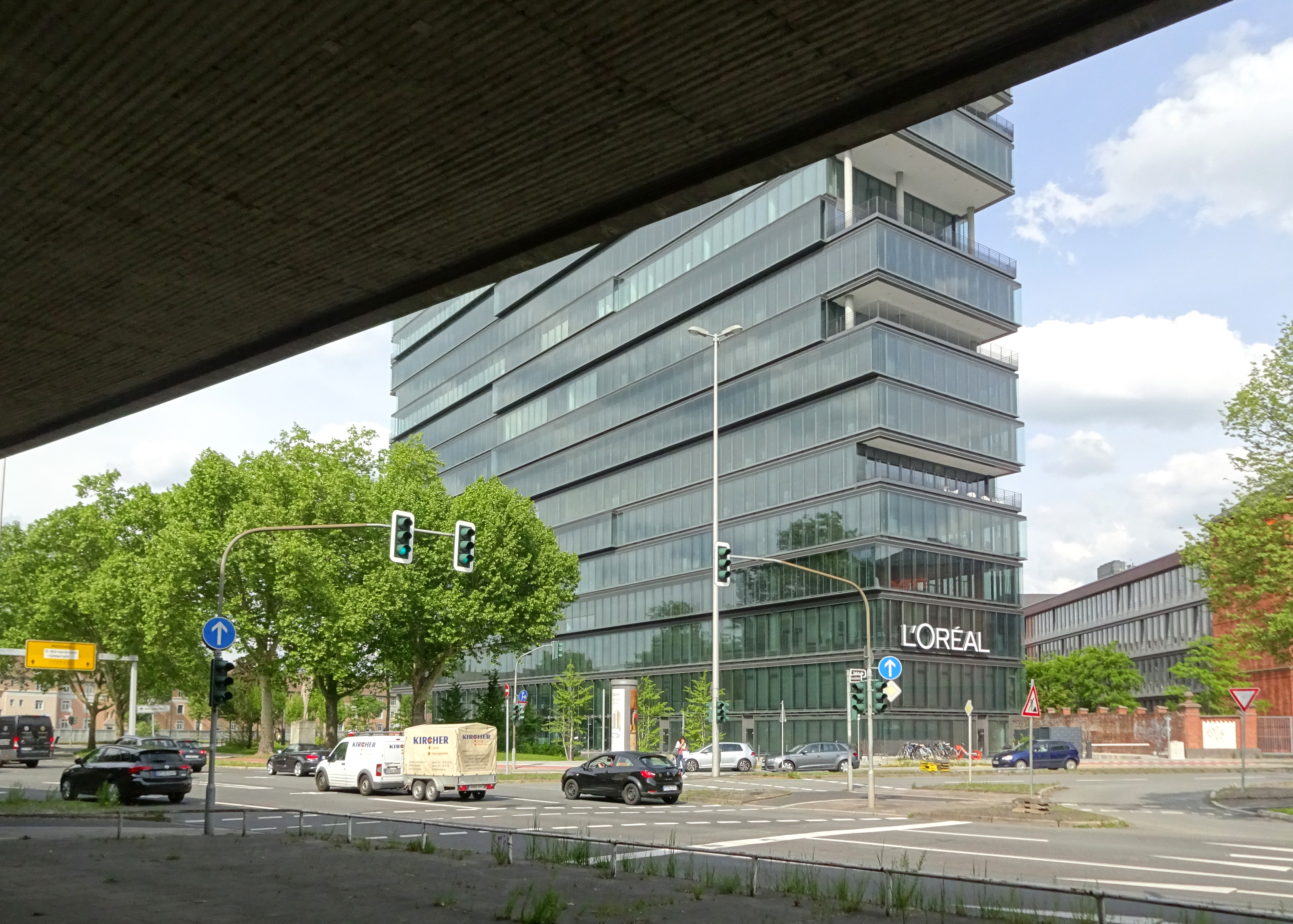
L'Oréal Horizon Düsseldorf

Im Jahr 1933 gründete Helmut Hentrich nach Tätigkeiten bei Ernő Goldfinger in Paris und bei Norman Bel Geddes in New York City sowie nach Abschluss eines Referendariats in der staatlichen Hochbauverwaltung ein eigenes Büro in Düsseldorf, einen Vorläufer des heutigen Unternehmens HPP. Zwei Jahre später schloss sich Hentrich mit Hans Heuser zur Architektengemeinschaft Hentrich & Heuser zusammen. Ihr Büro beteiligte sich an bedeutenden Wettbewerben im Deutschen Reich. 1944 erhielt es vom Arbeitsstab für den Wiederaufbau bombenzerstörter Städte den Auftrag, den Wiederaufbau Krefelds zu planen. Nach dem Zweiten Weltkrieg führte es als gut eingeführtes Büro seine erfolgreiche Arbeit nahtlos fort, auch dank guter Kontakte zu Friedrich Tamms und Hanns Dustmann, die den Wiederaufbau Düsseldorfs planten. Im Düsseldorfer Architektenstreit wurden diese Beziehungen kritisch hinterfragt.
Als Heuser 1953 starb, setzte Helmut Hentrich die Arbeitsgemeinschaft mit Hubert Petschnigg fort. 1969 wurden neue Partner aufgenommen. Einer der Partner wurde der Mitarbeiter Hans Köllges. Von nun an hieß das Büro HPP – Hentrich-Petschnigg & Partner.
1968 begann die Internationalisierung und HPP entwarf den Bürostandort für das Standard Bank Centre in Südafrika, das erste Hochhaus der Stadt Johannesburg. Danach folgten weitere internationale Projekte sowie erste internationale Standorte in den 2000ern. Nach dem Tod von Hubert Petschnigg 1997 und nach dem Tod von Unternehmensgründer Helmut Hentrich 2001 wurde die Gesamtleitung des Architekturbüros jeweils neu aufgestellt. Im Jahr 2017 firmierte die HPP Hentrich-Petschnigg & Partner GmbH + Co. KG zur HPP Architekten GmbH um.
Mittlerweile arbeitet die Düsseldorfer Architektenpartnerschaft in der vierten Generation und ist mit 13 Bürostandorten und 450 Mitarbeitern national und international vertreten.
Als größtes deutsches Architekturbüro belegt HPP im europäischen Ranking den dritten Platz (2021). Im weltweiten Vergleich der größten Architektur- und Planungsbüros belegt HPP Platz 18 (2024).

## Leistungsspektrum und Bautypologien
Zum Leistungsspektrum von HPP gehören Städtebau, Architektur und Innenarchitektur, Quartiers- und Stadtplanung sowie Revitalisierung, Generalplanung und Projektmanagement. Zu den Bautypologien zählen die Bereiche Corporate Headquarters, Büro- und Verwaltungsgebäude, Hotel- und Wohnungsbau, Krankenhausbauten, Sport- und Freizeiteinrichtungen, Kulturbauten, Einkaufszentren, Bauten für Lehre und Forschung, Industrie- und Verkehrsbauten.

## Bauprojekte
Seit Unternehmensgründung wurden (Stand: 2020) mehr als 1.200 Projekte unterschiedlicher Bautypologien realisiert. Zu den bedeutendsten gehören u. a.:
- 1960: Dreischeibenhaus
- 1968: Standard Bank Centre, Johannesburg
- 1989: Maritim Hotel Bonn
- 1992: Zentrale der Sparkasse KölnBonn an der Hahnenstraße[10]
- 1996: Veltins-Arena, Gelsenkirchen
- 2010: Rheinhallen Köln
- 2012: Vodafone-Campus, Düsseldorf[11]
- 2014: Modernisierung des Dreischeibenhauses Düsseldorf[12]
- 2015: Kongreßhalle Leipzig
- 2015: LVM 5, Münster

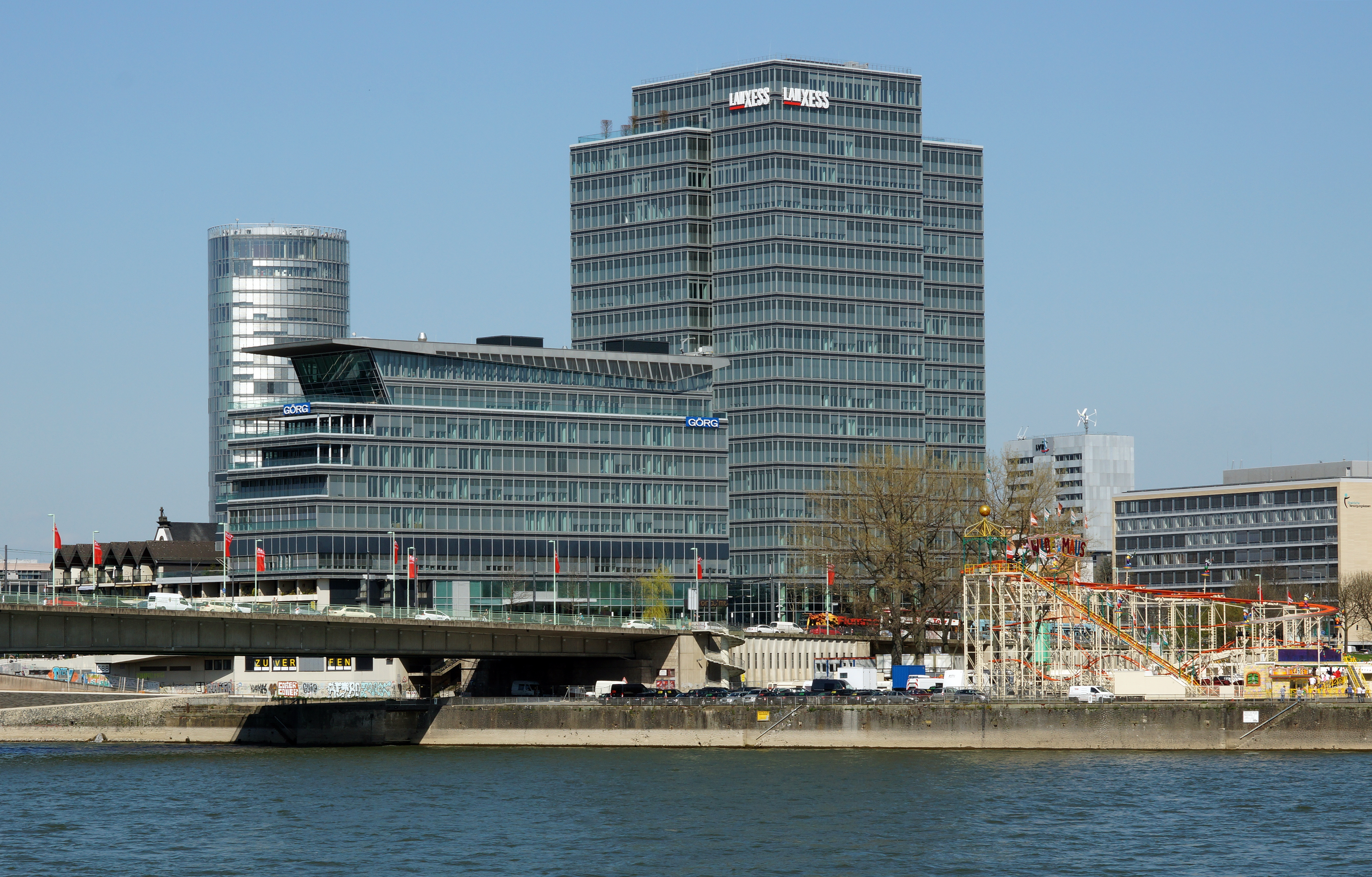
maxCologne in Köln

- maxCologne in Köln2015: Deutsches Fußballmuseum, Dortmund
- 2015: Justizzentrum Gelsenkirchen
- 2016: Hochschule Ruhr West, Mülheim an der Ruhr
- 2017: maxCologne[13]
- 2017: L’Oréal Horizon, Düsseldorf
- 2019: Huide Tower, Shenzhen
- 2020: Maslak Square, Istanbul
- 2021: Pudong Soccer Arena, Shanghai
- 2021: Hochschule für Musik und Tanz Köln
- 2021: The Cradle, Düsseldorf[14][15][16]
- 2021: Europa-Park-Stadion, Freiburg[17][18]
- 2023: Nanshan Science & Technology Innovation Center

## Auszeichnungen und Preise
- 1999: 2. Preis – Verzinkerpreis für Architektur und Metallgestaltung für Neven DuMont-Haus, Köln
- 2015: Kongresshalle Leipzig, Architekturpreis der Stadt Leipzig, Lobende Erwähnung
- 2015: AND Istanbul, European Property Awards
- 2015: Dreischeibenhaus, MIPIM Award „Best Refurbished Building“
- 2017: Hochschule Ruhr West Mülheim a.d.R., Auszeichnung guter Bauten
- 2018: The Cradle, Iconic Award: Innovative Architecture
- 2018: Finnlandhaus, BDA Hamburg Architektur Preis, Würdigung
- 2018: The Cradle, MIPIM/The Architectural Review Future Project Award[19]
- 2019: Bismarck Quartier Düren, FIABCI Prix d’Excellence Germany Official Selection
- 2020: L’Oréal Headquarters Düsseldorf, iF Design Award Offices / Workspaces
- 2022: Europa-Park Stadion Freiburg, Iconic Awards: Innovative Architecture 2022 in der Kategorie Architecture: Public/Culture/Education[20]
- 2022: Europa-Park Stadion Freiburg, International Architecture Awards 2022 in der Kategorie Sport and Recreation[21]
- 2024: Städtebaulicher einstufiger Wettbewerb, nichtoffen: Neubau Justizzentrum Köln am Inneren Grüngürtel, mit Düsseldorfer Vössing Ingenieurgesellschaft (Verkehrsanlagenplanung)[22]

## Publikationen
- 2023: Bauwelt Einblick, Re/View the Next HPP, Bauverlag BV GmbH
- 2015: Kongresshalle am Zoo Leipzig, jovis Verlag GmbH, Berlin / Publisher: Falk Jaeger, ISBN 978-3-86859-404-1
- 2015: Kristall, jovis Verlag GmbH, Berlin Publisher: Falk Jaeger ISBN 978-3-86859-336-5
- 2013: HPP Architekten Balance (german/english), Hatje Cantz Verlag, Ostfildern ISBN 978-3-7757-3688-6
- 2009: HPP Architekten Leitbilder (german/english), Hatje Cantz Verlag, Ostfildern ISBN 978-3-7757-2172-1